# Kurt Brazda

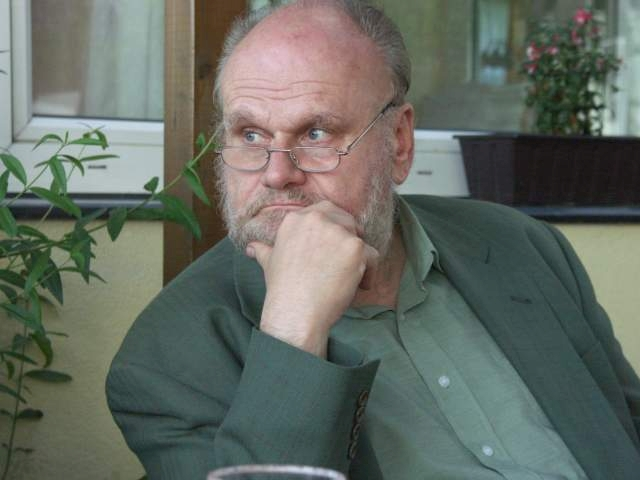
Kurt Brazda (2005)

Kurt Brazda (* 26. April 1947 in Wien) ist ein österreichischer Regisseur, Kameramann und Fotokünstler.

## Leben
Brazda studierte an der Hochschule für Musik und Darstellende Kunst in der Abteilung Film und Fernsehen. Während seiner 1970 beginnenden, mehr als 30-jährigen Karriere als Kameramann war er unter anderem an 600 Produktionen beteiligt.
Brazda war Mitbegründer des Verbandes österreichischer Kameraleute AAC. 1984 löste er Kurt Junek als Obmann des Verbandes ab. Dieses Amt bekleidete er bis 200. Er war Mitbegründer des Dachverbandes der Österreichischen Filmschaffenden und 1992 auch an der Einrichtung der Verwertungsgesellschaft für Filmschaffende VDFS beteiligt und war viele Jahre deren stellvertretender Vorsitzender.
Brazda ist seit 1982 Mitglied des Künstlerhauses Wien und war dort 12 Jahre Leiter der Sektion „Film“. Er war von 2014 bis 2021 wieder Vorstandsmitglied des Künstlerhauses.
Seit 2002 arbeitet Brazda hauptsächlich als Regisseur. In dieser Funktion wurde er unter anderem für den ORF und andere europäische Fernsehanstalten tätig. Sein Dokumentarfilm Aufbruch aus der Dunkelheit behandelt das Thema „Depression“. Sein Dokumentarfilm Der Mann auf dem Balkon porträtiert Rudolf Gelbard, der als Jugendlicher in das KZ Theresienstadt deportiert und zu einem österreichischen Zeitzeugen wurde. In Erschlagt mich, ich verrate nichts setzt sich Brazda mit dem Widerstand gegen den Nationalsozialismus in Wien auseinander, indem er Käthe Sasso, die als Jugendliche knapp dem Fallbeil entging, in den Fokus seines Filmes rückt. Im Film Evolution auf B erstellt Brazda anhand des Komponisten Karl Schiske, der als Lehrer einer Generation von Komponistinnen wirkte, einen dokumentarischen Essay über die zeitgenössische österreichische Musik nach 1945. Im Dokumentarfilm Achim Benning-Homo Politicus porträtiert Brazda das Wirken des Theaterregisseurs und -intendanten Achim Benning, der von 1976 bis 1986 Direktor des Wiener Burgtheaters war.
Im Jahr 2009 war Brazda eines der Gründungsmitglieder der Akademie des Österreichischen Films.
Bis 2014 war Brazda Vorsitzender des Wiener Filmarchivs der Arbeiterbewegung (WIFAR). Er übte Lehrtätigkeiten an der Fachhochschule Salzburg sowie am Filmcollege Wien aus. Derzeit lehrt er am SAE Austria und an der Fachhochschule St. Pölten. Er ist Vorsitzender des Working Conditions Committee von IMAGO, World Federation of Cinematographers.

## Ehrungen
- 1988 Österreichischer Kamerapreis „Goldener Kader“.[3]
- 2002 Goldmedaille der Gesellschaft bildender Künstlerinnen und Künstler, Künstlerhaus.
- 2008 (zusammen mit Rudolf Gelbard) Fernsehpreis der Österreichischen Erwachsenenbildung in der Sparte Dokumentation für Der Mann auf dem Balkon: Rudolf Gelbard
- 2008 wurde ihm die Ehrenpräsidentschaft des AAC.[1]
- 2010 EUXXL Award
- 2021 Ehrenmitglied des Künstlerhauses, Gesellschaft Bildender Künstlerinnen und Künstler Österreichs